# Wolfgang Flür

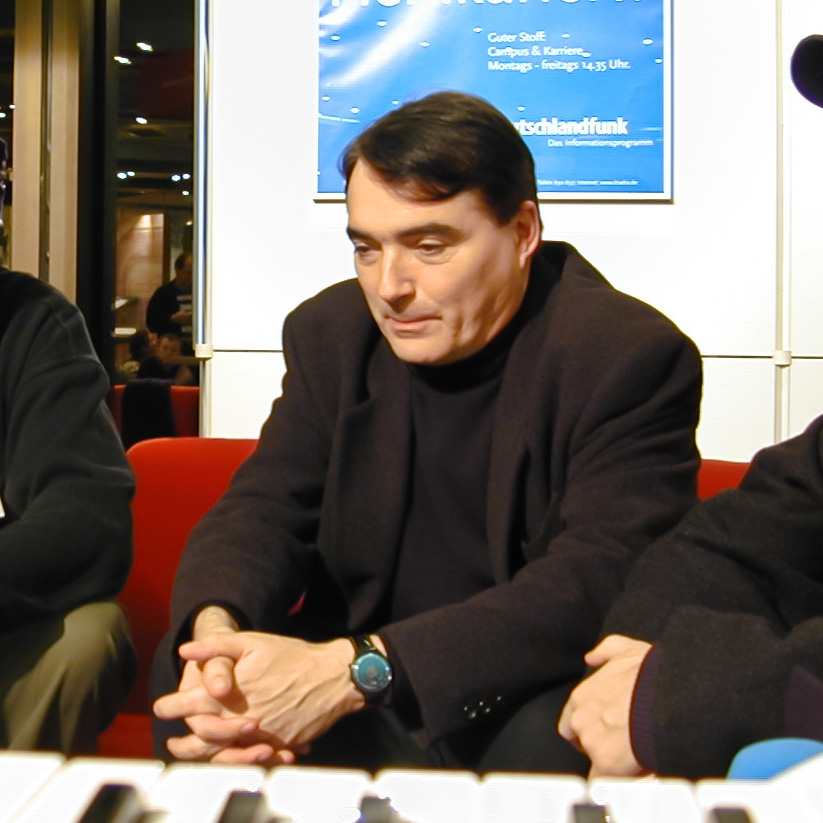
Wolfgang Flür in 1999

Wolfgang Flür (geboren op 17 juli 1947) is een Duits muzikant, vooral bekend van zijn langjarige lidmaatschap van de Duitse elektronische pioniers Kraftwerk van 1973 to 1987, waar hij met name elektronische percussie speelt.

## Achtergrond
Rond 1968 speelt Flür conventionele akoestische drums in de Duitse band 'The Spirits of Sound' die vanuit Düsseldorf opereert. Onder meer gitarist Michael Rother maakt deel uit van de band. Beiden maken daarna deel uit van Kraftwerk, maar Rother is al vertrokken om Neu! op te richten als Flür in 1973 door oprichters Florian Schneider en Ralf Hütter wordt gevraagd toe te treden. Naar eigen zeggen vanwege zijn 'metronomische' drumstijl, die goed aansluit bij de muzikale weg die Kraftwerk dan inslaat. Flür noemt zichzelf de eerste elektronische drummer in de geschiedenis.
Flür omschrijft in 1999 in zijn omstreden biografie Ich war ein roboter dat hij, aanvankelijk als sessie- en livepercussionist, bij Kraftwerk een vast salaris krijgt uitbetaald, waar beide oprichters in toenemende mate in weelde baden.
Zijn rol als elektronisch percussionist neemt na 1977 af als Kraftwerk - aanvankelijk speciaal voor de band gebouwde - sequencers gaat gebruiken. Live blijft hij echter verantwoordelijk voor percussie. In de studio gaat hij zich, volgens zijn biografie, meer bezighouden met het bouwen van elektronische instrumenten en de podiumapparatuur van de band.

## Post-Kraftwerk
Rond 1987 verlaat Flür Kraftwerk, teleurgesteld in zijn steeds minder belangrijke rol als 'employee'in de band. De band is volgens hem tot stilstand gekomen. Ook staat het studiowerk hem tegen en het feit dat de band jarenlang bezig is met het digitaliseren van de eigen muziek en de geluiden die daarvoor zijn gebruikt. Daarnaast stoort hij zich aan het feit dat met name Ralf Hütter Kraftwerk op de tweede rang zet, na diens 'verslaving': wielrennen.
Hij houdt zich na zijn vertrek enige jaren bezig met het ontwerpen van meubels voor een bedrijf van vrienden, maar keert terug naar de muziek. In 1997, vormt Flür Yamo en brengt samen met Mouse on Mars het album Time Pie uit. Volgens hem wordt hij daarna door Ralf Hütter benaderd om terug te keren bij Kraftwerk, dat weer is gaan toeren en aan nieuw materiaal werkt, een bijeenkomst die volgens Flür 'rampzalig' eindigt.
In 2000 volgt de single I was a robot dat samenvalt met de verschijning van de Engelstalige versie van zijn gelijknamige biografie. Ook wordt hij genoemd als tekstschrijver en co-producer van het nummer "Yamate Line" op het album Party People van de Japanse artiest  Maki Nomiya. Daarna wordt het stil rond Yamo, alhoewel Flür samenwerkingen aankondigt met Pizzicato Five en Der Plan en de tekst van het nummer Greed publiceert dat lijkt te referen aan zijn gespannen relatie met Kraftwerkleden Ralf Hütter en Florian Schneider.
Vanaf 2007 treedt Flür met enige regelmaat op als DJ, onder meer voorafgaande aan concerten van het Duitse synthipopduo Dyko. Sinds 2011 maakt hij daarbij gebruik van de naam Musik Soldat. Hij maakt opnames met Bon Harris van Nitzer Ebb, die tot op heden niet zijn uitgebracht. Ook publiceert Flür een boek over het Duitse Rijnland Neben Mir met partner Zuhal Korkmaz. In 2009 meldt hij dat een tweede album bijna klaar is, met daarop een opvolger van het Kraftwerknummer The Model: Cover girl. Tot op heden is dit album niet verschenen. Met danseres Anni Hogan vormde hij het duo Elektrowolf.
Flür blijft dj'en als Musik Soldat. In november 2013 brengt hij met iEuropean (Seán Barron van Empire State Human)de e.p. 'Activity of Sound' uit, gebaseerd op een interview met John Cage.
Vanwege zijn verschijning en vermeende gevoel voor humor omschrijft Andy McCluskey van OMD hem als 'de Tom Jones van de electropop'.

## Autobiografie
In 2000 verschijnt I was a robot (in het Duits: Ich war ein roboter) waarin Flür uitgebreid ingaat op zijn tijd bij Kraftwerk. Daarbij worden onder meer feesten en seksuele uitspattingen beschreven in de jaren zeventig en is een Polaroidfoto van de leden van Kraftwerk onder de douche te zien.
Door sommige recensenten wordt het boek omschreven als 'een bittere afrekening'. "Hütter heeft Kraftwerk geleid als een kapitalistisch bedrijf, met hemzelf als president en Florian (Schneider) als vice-president," zegt Flür in 2009. Flür claimt in zijn jaren bij de band steevast een vast salaris te ontvangen, terwijl de opbrengsten van albums en tours naar beide oprichters vloeien. Ook zouden Schneider en Hütter tijdens tours steevast in tophotels verblijven, terwijl hij en Karl Bartos in middenklasse hotels moesten overnachten."
Ook claimt Flür aanvankelijk de (mede-)bedenker te zijn van de elektronische drums die hij bij Kraftwerk bespeelde. Op basis van de inhoud van het boek dagen Florian Schneider en Ralf Hütter hem in Hamburg, Duitsland voor de rechter. Onder meer zijn vriend, medebandlid en oud-kamergenoot Emil Schult pleit daar tegen hem. De rechter oordeelt dat het boek moet worden teruggetrokken en aangepast, onder meer wat betreft de beweringen over de elektronische drums. Verleende patenten tonen immers aan dat deze zijn bedacht door Schneider.
Sindsdien uit Flür zich vooral kritisch negatief en soms uitgesproken rancuneus uit over Kraftwerk. Omdat Hütter en Schneider zelden interviews geven, wordt Flür regelmatig gevraagd voor interviews over Kraftwerk, onder meer door de BBC voor de documentaires Synth Brittania en Krautrock en door Malik Bendjelloul in 2001 voor een documentaire voor de Zweedse televisie.
Zo vindt hij het beschamend dat Ralf Hütter Kraftwerk maar blijft voortzetten 'terwijl ik en Karl (Bartos) al decennia geleden wisten dat het voorbij was'.
Over het vertrek van Florian Schneider bij Kraftwerk in 2009 zegt hij: 'Ik kan me voorstellen waarom hij vaarwel heeft gezegd tegen de bondage en het dictatorschap van zijn oorspronkelijke partner' staat in een aan Flür toegeschreven recensie uit 2013 van een Kraftwerkconcert in 2013..'Hij is ontsnapt aan het Kraftwerk-stigma - net als ik.' In het stuk worden laatdunkende opmerkingen gemaakt over Hütters ouderdom en de kledij en mimiek van de groepsleden.
Over het hedendaagse Kraftwerk is hij weinig positief: 'Er is weinig historie overgebleven. Tegenwoordig stellen ze zichzelf tentoon in galerieën en musea, als standbeelden'. Maar ook erkent hij dat Schneider en Hütter de drijvende kracht achter Kraftwerk waren: 'Het was hun baby, ik was blij daar bij te horen.'
Desondanks verzamelt hij Kraftwerk-souvenirs die hij als achtergrondprojecties bij zijn DJ-sets gebruikt. En onderhoudt hij regelmatig contact met mede ex-bandlid Karl Bartos die over hem zegt: 'Ik zie ons als 92-jarigen nog wel voor een open haard zitten.'

## Discography

### Met Kraftwerk
- Autobahn (1974)
- Radioaktivität (1975)
- Trans-Europa Express (1977)
- Die Mensch-Maschine (1978)
- Computerwelt (1981)
- Electric Café (1986)

### Yamo

#### Albums
- Time Pie (1996)

#### Ep's
- Musica Obscura (1997)

#### Singles
- Guiding Ray (1996)
- Stereomatic (1996)
- I Was a Robot (2004)

### Samenwerking
- Maki Nomiya - "Yamate Line" (featured on the album Party People, 2005)
- Dyko feat. Wolfgang Flür - "Autobahn" (B side to the single "In Ordnung", 2009)
- Empire State Human feat. Wolfgang Flür/Yamo - "Melancholic Afro" (featured on the album Audio Gothic, 2009)
- Giorgio Li Calzi feat. Wolfgang Flür – "Freakin' Out" (featured on the compilation Switched On Bob: A Tribute To Bob Moog, 2009)
- Cultural Attaches feat. Wolfgang Flür - "Golden Light" (featured on the Lazy Summer Vol 2 compilation, mixed by Chris Chris Coco; 2011)

- Bibliothèque nationale de France: cb13620123z (data)
- Catàleg d'autoritats de noms i títols de Catalunya: 981058509129806706
- Gemeinsame Normdatei: 129095052
- International Standard Name Identifier: 0000 0000 5259 6222
- Library of Congress Control Number: nr2001002364
- MusicBrainz: 6c29e868-e40a-4ff0-b251-bc383ba88ba4
- Nederlandse Thesaurus van Auteursnamen: 238455173
- Istituto Centrale per il Catalogo Unico: UBOV917022
- Système universitaire de documentation: 07697121X
- Virtual International Authority File: 19855796
- WorldCat: E39PBJbtthtKycGRFJb4hfVwG3